# Izmàilovka
Izmàilovka (en rus: Измайловка) és un poble de l'óblast de Tambov, a Rússia, segons el cens del 2010 tenia 5 habitants.